# Human Behaviour
Human Behaviour — первый сольный сингл исландской певицы Бьорк с альбома Debut. В сингле используется семпл из Go Down Dying Антониу Жобима. Текст песни описывает взгляд животного на человеческую природу и эмоции. Эта композиция — первая часть трилогии, включающей в себя также «Isobel» и «Bachelorette».
Human Behaviour вырвался из андерграунда и достиг #36 в британском чарте синглов. Часто исполняется «на бис» на последних концертах певицы.
Песня звучит в конце эпизода «The Bracebridge Dinner» сериала Девочки Гилмор.

## Бьорк о Human Behaviour
После Sugarcubes меня охватывали смешанные чувства — смесь радости освобождения и страха. Некоторое время уже было очевидно, что у меня с другими членами группы разные вкусы. Вообще-то всё честно — правильного вкуса не бывает. Мелодию для Human Behaviour я написала так, будто я ещё ребёнок. Многие мелодии для этого альбома как будто были написаны тинэйджером и отложены в сторону, потому что я была в панк-группе, а это же не панк-музыка. Тексты песен тоже навеяны детским восприятием, и видео, которое мы сделали вместе с Майклом Гондри, тоже основано на детских воспоминаниях. Ну как, разгадала я человеческое поведение? Думаю, что нет.

## Видеоклип
Видеоклип, созданный Мишелем Гондри, — свободная интерпретация детской сказки о трёх медведях. Его видеоряд был вдохновлён мультфильмом Юрия Норштейна «Ёжик в тумане». По сюжету клипа, за Бьорк охотится медведь в лесу. Потом Бьорк летит на Луну и устанавливает там советский флаг. В конце медведь съедает Бьорк, и она оказывается у медведя в животе. Клип был выдвинут на 6 номинаций на MTV Video Music Awards, не выиграв ни в одной. Также клип участвовал в Грэмми в номинации «Лучшее короткое музыкальное видео», и проиграл клипу Steam Питера Гэбриела.

## Списки треков
UK CD

(112 TP 7 CD; Июнь, 1993)
1. «Human Behaviour» (Original) — 4:12
2. «Human Behaviour» («Close To Human Mix») — 6:22
3. «Human Behaviour» (Underworld Mix) — 12:03
4. «Human Behaviour» (Don T. Mix) — 6:58
5. «Human Behaviour» (Bassheads Edit) — 6:33

UK CD

(SUNW010; 2002)
1. «Human Behaviour» — 4:15
2. «Human Behaviour» (Underworld Mix) — 12:10
3. «Human Behaviour» (Video)
4. «Human Behaviour» (MTV Unplugged) (Video)
5. «Human Behaviour» (The Royal Opera House) (Video)

UK 12" Vinyl

(112TP 12; 1993)
Side A
1. «Human Behaviour» (Underworld Mix) — 12:00

Side B
1. «Human Behaviour» («Close To Human Mix») — 6:22
2. «Human Behaviour» (Dom T. Mix) — 6:58

UK 12" Vinyl Promo

(112TP 12DJ; 1993)
Side A
1. «Human Behaviour» (The Underworld Remix) — 12:05

Side B
1. «Human Behaviour» (The Underworld Dub) — 10:42

UK 12" Vinyl Promo

(112TP 12P; 1993)
Side A
1. «Human Behaviour» (Speedy J Close To Human Mix)

Side B
1. «Human Behaviour» (Dom. T Mix)
2. «Human Behaviour» (Bassheads Edit)

UK 10" Vinyl Promo

(BJ DJ 104; 1993; Limited Edition)
Side A
1. «Human Behaviour» (The Underworld Dub 1)

Side B
1. «Human Behaviour» (The Underworld Dub 2)

EUR CD

(859575-2; 1993)
1. «Human Behaviour» (Original) — 4:12
2. «Human Behaviour» («Close To Human Mix») — 6:22
3. «Human Behaviour» (Dom T. Mix) — 6:58
4. «Human Behaviour» (Bassheads Edit) — 6:33

FRA CD Promo

(1901; 1993)
1. «Human Behaviour» — 4:12
2. «Human Behaviour» (Le French Touch) — 7:49

FRA 12" Vinyl Promo

(2465; 1994)
Side A
1. «Human Behaviour» (The Underworld Mix) — 12:31

Side B
1. «Human Behaviour» (Le French Touch) — 7:47

FRA 12" Vinyl Promo

(2348; 1994)
Side A
1. «Human Behaviour» (Underground Behaviour) — 5:58
2. «Human Behaviour» (Le French Touch) — 5:47

Side B
1. «Human Behaviour» (Deep Behaviour) — 8:02
2. «Human Behaviour» (Underground Behaviour Dub) — 7:16

US CD Promo

(PRCD 8784-2; 1993)
1. «Human Behaviour» (Original Version) — 4:14
2. «Human Behaviour» (The Underworld Remix) — 12:05

US 12" Vinyl

(0-66299; 1993)
Side A
1. «Human Behaviour» (Original Version) — 4:14
2. «Human Behaviour» (The Underworld Remix) — 12:05

Side B
1. «Human Behaviour» (Speedy J Close To Human Mix) — 6:22
2. «Human Behaviour» (The Underwater Dub) — 10:42

US 12" Vinyl Promo

(ED 5652; 1993)
Side A
1. «Human Behaviour» (Speedy J Close To Human Mix) — 6:22
2. «Human Behaviour» (The Underworld Mix) — 12:05

Side B
1. «Human Behaviour» (Dom T. Mix) — 6:58
2. «Human Behaviour» (The Underworld Dub) — 10:42

JPN CD

(POCP-1361; 26 сентября, 1993)
1. «Human Behaviour» (Original) — 4:14
2. «Human Behaviour» («Close To Human Mix») — 6:24
3. «Human Behaviour» (Underworld Mix) — 12:06
4. «Human Behaviour» (Dom T. Mix) — 7:01
5. «Human Behaviour» (Bassheads Edit) — 6:38
6. «Human Behaviour» (The Underworld Dub) — 10:45

## Версии
- Акустическая версия
- Альбомная версия
- Bassheads edit
- Close to Human mix (Speedy J)
- Deep Behaviour (Dimitri from Paris)
- Dom T. mix
- Le French Touch (Dimitri From Paris)
- Mark Bell Remix
- Underground Behaviour (Dimitri From Paris)
- Underground Behaviour dub (Dimitri from Paris)
- Underworld dub 1
- Underworld dub 2
- Underworld mix
- Версия MTV Unplugged

## Чарты
| Чарт                                          | Верхняя позиция |
| --------------------------------------------- | --------------- |
| U.S. Billboard Hot Dance Music/Club Play      | 2               |
| U.S. Billboard Modern Rock Tracks             | 2               |
| U.S. Billboard Bubbling Under Hot 100 Singles | 9               |
| Swedish Singles Chart                         | 29              |
| Dutch Singles Chart                           | 35              |
| UK Singles Chart                              | 36              |